# Municipio de Hill (condado de Independence)
El municipio de Hill (en inglés: Hill Township) es un municipio ubicado en el condado de Independence en el estado estadounidense de Arkansas. En el año 2010 tenía una población de 357 habitantes y una densidad poblacional de 6,26 personas por km².

## Geografía
El municipio de Hill se encuentra ubicado en las coordenadas 35°33′18″N 91°31′8″O / 35.55500, -91.51889. Según la Oficina del Censo de los Estados Unidos, el municipio tiene una superficie total de 57.03 km², de la cual 57,03 km² corresponden a tierra firme y (0 %) 0 km² es agua.

## Demografía
Según el censo de 2010, había 357 personas residiendo en el municipio de Hill. La densidad de población era de 6,26 hab./km². De los 357 habitantes, el municipio de Hill estaba compuesto por el 97,76 % blancos, el 0,28 % eran afroamericanos, el 0,28 % eran asiáticos y el 1,68 % eran de una mezcla de razas. Del total de la población el 0,56 % eran hispanos o latinos de cualquier raza.